# 403-й гаубичный артиллерийский полк большой мощности
403-й гаубичный артиллерийский Краснознамённый полк — воинская часть Вооружённых Сил СССР в Великой Отечественной войне. Полк в разное время мог называться 403-й гаубичный артиллерийский полк большой мощности, 403-й пушечный артиллерийский полк, 403-й армейский артиллерийский полк в том числе с добавлением аббревиатур «РГК» или «РВГК»

## История
Выделен из состава 108-го гаубичного полка в 1939 году.
На вооружении полка имелось 24 203-мм гаубицы.
В действующей армии во время ВОВ с 22 июня 1941 по 27 июля 1941 и с 16 октября 1941 по 22 апреля 1944 года.
На 22 июня 1941 года дислоцировался в Коломне. С началом войны на базе полка был развёрнут ещё один, 590-й гаубичный артиллерийский полк большой мощности, а 403-й полк направлен в распоряжение Западного фронта. Полк прибыл в Оршу, но уже 12 июля 1941 года вернулся в Вязьму без материальной части. Неизвестным остаётся, потерял ли полк орудия в Орше или на марше, или же орудия не переправлялись в Оршу. Поскольку на середину июля 1941 года планировалось участие полка (одного дивизиона из его состава) в каких-то боевых действиях совместных со 102-й танковой дивизией, очевидно что какой-то материальной частью полк располагал. Но 27 июля 1941 года полк с передовой выведен в тыл, где находится до середины октября 1941 года. По-видимому осенью 1941 года был перевооружён 122-мм пушками.
Во второй половине октября 1941 года был передан в 43-ю армию. Занял позиции на рубеже реки Нары в районе деревни Каменка, где в течение ноября 1941 года участвует в ожесточённых боях, отбивая вражеское наступление в ходе Московской оборонительной операции. В декабре 1941 года принимает участие в контрнаступлении. Так, с 18 декабря 1941 года поддерживает наступление 93-й стрелковой дивизии и 26-й танковой бригады из района Курапово. Во второй половине декабря был передан в состав 33-й армии. Очевидно что полку удалось избежать участи большей части соединений 33-й армии, не попав в окружение в районе юго-восточнее Вязьмы. До ноября 1942 года находится на рубеже Гжатск — Юхнов. В преддверии Второй Ржевско-Сычёвской операции передан в 20-ю армию, в полосе которой наносился главный удар (в излучине Вазузы несколько северо-восточнее Сычёвки) и где командование собирало артиллерийский кулак. После неудачной операции, в феврале 1943 года полк отправлен в 50-ю армию, где в феврале-марте 1943 года полк поддерживает огнём части армии на спас-деменском направлении. В апреле 1943 года передан в 16-ю армию (с 1 мая 1943 года 11-ю гвардейскую армию), в составе которой и действовал до переформирования в 1944 году.
4 августа 1943 года был придан 11-й гвардейской стрелковой дивизии, занял позиции в районе деревни Радовищи, поддерживает наступление дивизии в Орловской наступательной операции. Поздней осенью и зимой 1943 года принимает участие в Городокской операции.
В апреле 1944 года полк был отведён в тыл и в мае 1944 года обращён на формирование 149-й пушечной артиллерийской бригады

## Подчинение
| Дата            | Фронт (округ)            | Армия                  | Корпус | Дивизия | Примечания |
| --------------- | ------------------------ | ---------------------- | ------ | ------- | ---------- |
| 22.06.1941 года | Московский военный округ | -                      | -      | -       | -          |
| 01.07.1941 года | Московский военный округ | -                      | -      | -       | -          |
| 10.07.1941 года | Западный фронт           | -                      | -      | -       | -          |
| 01.08.1941 года | Резерв Ставки ВГК        | -                      | -      | -       | -          |
| 01.09.1941 года | Резерв Ставки ВГК        | -                      | -      | -       | -          |
| 01.10.1941 года | Московский военный округ | -                      | -      | -       | -          |
| 01.11.1941 года | Западный фронт           | 43-я армия             | -      | -       | -          |
| 01.12.1941 года | Западный фронт           | 43-я армия             | -      | -       | -          |
| 01.01.1942 года | Западный фронт           | 33-я армия             | -      | -       | -          |
| 01.02.1942 года | Западный фронт           | 33-я армия             | -      | -       | -          |
| 01.03.1942 года | Западный фронт           | 33-я армия             | -      | -       | -          |
| 01.04.1942 года | Западный фронт           | 33-я армия             | -      | -       | -          |
| 01.05.1942 года | Западный фронт           | 33-я армия             | -      | -       | -          |
| 01.06.1942 года | Западный фронт           | 33-я армия             | -      | -       | -          |
| 01.07.1942 года | Западный фронт           | 33-я армия             | -      | -       | -          |
| 01.08.1942 года | Западный фронт           | 33-я армия             | -      | -       | -          |
| 01.09.1942 года | Западный фронт           | 33-я армия             | -      | -       | -          |
| 01.10.1942 года | Западный фронт           | 33-я армия             | -      | -       | -          |
| 01.11.1942 года | Западный фронт           | 20-я армия             | -      | -       | -          |
| 01.12.1942 года | Западный фронт           | 20-я армия             | -      | -       | -          |
| 01.01.1943 года | Западный фронт           | 20-я армия             | -      | -       | -          |
| 01.02.1943 года | Западный фронт           | 20-я армия             | -      | -       | -          |
| 01.03.1943 года | Западный фронт           | 50-я армия             | -      | -       | -          |
| 01.04.1943 года | Западный фронт           | 50-я армия             | -      | -       | -          |
| 01.05.1943 года | Западный фронт           | 16-я армия             | -      | -       | -          |
| 01.06.1943 года | Западный фронт           | 11-я гвардейская армия | -      | -       | -          |
| 01.07.1943 года | Западный фронт           | 11-я гвардейская армия | -      | -       | -          |
| 01.08.1943 года | Брянский фронт           | 11-я гвардейская армия | -      | -       | -          |
| 01.09.1943 года | Брянский фронт           | 11-я гвардейская армия | -      | -       | -          |
| 01.10.1943 года | Брянский фронт           | 11-я гвардейская армия | -      | -       | -          |
| 01.11.1943 года | 2-й Прибалтийский фронт  | 11-я гвардейская армия | -      | -       | -          |
| 01.12.1943 года | 1-й Прибалтийский фронт  | 11-я гвардейская армия | -      | -       | -          |
| 01.01.1944 года | 1-й Прибалтийский фронт  | 11-я гвардейская армия | -      | -       | -          |
| 01.02.1944 года | 1-й Прибалтийский фронт  | 11-я гвардейская армия | -      | -       | -          |
| 01.03.1944 года | 1-й Прибалтийский фронт  | 11-я гвардейская армия | -      | -       | -          |
| 01.04.1944 года | 1-й Прибалтийский фронт  | 11-я гвардейская армия | -      | -       | -          |
| 01.05.1944 года | Резерв Ставки ВГК        | 11-я гвардейская армия | -      | -       | -          |

## Награды
- орден Красного Знамени (21 декабря 1943  года) — за образцовое выполнение боевых заданий командования на фронте борьбы с немецкими захватчиками и проявленные при этом доблесть и мужество. (При награждении носил наименование «403-й пушечный артиллерийский полк»).

## Командиры
- подполковник Малофеев Анатолий Иванович;
- полковник Завьялов

## Память
- Мемориальная доска на повороте с Варшавского шоссе к оздоровительному лагерю «Горки»
- Школьный музей полка в лицее № 4 г. Коломны